# 南鹹海
南咸海原是鹹海的南部，1987年因水域萎縮而與鹹海北部分離。 2003年，南鹹海再分裂為東鹹海和西鹹海，由一条狭窄的水道连接。2005年，哈薩克斯坦在北咸海修築堤壩，阻断了流入南鹹海的水流。 2008年，東鹹海再次分裂，2009年5月几乎完全干涸，只剩下北鹹海和西鹹海之间的巴爾薩克爾梅斯湖，阿拉爾庫姆沙漠也随之扩大。2010年，它再次被融雪部分填滿，到2014年再次乾涸。西咸海有地下水的補充，完全乾涸機會低。

## 背景
20世纪60年代开始，苏联决定将注入咸海的两条河流阿姆河和锡尔河改道，以灌溉哈萨克斯坦和乌兹别克斯坦的棉花和農作物，鹹海開始萎縮。 1987年，湖水加速流失，咸海分裂为南鹹海和北咸海。

## 盐度
2007年，西鹹海盐度为70公克/公升，東鹹海則为100公克/公升。當水位低于海拔29米的連結水道時，鹽度相差將會擴大。

## 目前情况
西鹹海的面積在2700-3500平方公里之間，平均深度为14-15米，最大深度为37-40米。東鹹海在 2009年夏天完全干涸，但偶爾會在春天融雪期間暫時被水填充。
2015年，西鹹海開始分裂，连接西鹹海中部和北部的水域逐漸變窄。2018年，西鹹海已完全分裂。